# Supercoupe d'Espagne féminine de football 2020-2021
Navigation
Édition précédente Édition suivante
La Supercoupe d'Espagne féminine de football 2020-2021 est une compétition de football opposant les deux finalistes de la Coupe d'Espagne et les deux meilleures équipes du championnat 2019-2020 (FC Barcelone, EdF Logroño, Atlético de Madrid et Levante UD). Il s'agit de la 2e édition de ce trophée.
Tous les matchs se déroulent au Stade des Jeux méditerranéens à Almería.

## Format
Les équipes qualifiées sont les deux finalistes de la Coupe d'Espagne 2019-2020 et les deux équipes les mieux classées du championnat qui ne se seraient pas qualifiées à travers la Coupe d'Espagne. Un tirage au sort détermine les affrontements des demi-finales.
La première demi-finale se dispute le 12 janvier 2021, la deuxième, le 13 janvier et la finale le 16 janvier.
Le tirage au sort a lieu le 17 décembre 2020.

## Participants
Les quatre clubs qualifiés pour la Supercoupe sont :
| Club               | Qualifié en tant que                                                       |
| ------------------ | -------------------------------------------------------------------------- |
| FC Barcelone       | Champion d'Espagne 2019-2020 et finalistes de la Coupe d'Espagne 2019-2020 |
| EdF Logroño        | Finalistes de la Coupe d'Espagne 2019-2020                                 |
| Atlético de Madrid | Vice-champion d'Espagne 2019-2020                                          |
| Levante UD         | 3e du Championnat d'Espagne 2019-2020                                      |

## Compétition
|  | Demi-finales        | Demi-finales        |            |           | Finale              | Finale              |
|  | Demi-finales        | Demi-finales        |            |           | Finale              | Finale              |
|  |                     |                     |            |           |                     |                     |
|  | 12 janvier, Almería | 12 janvier, Almería |            |           | 16 janvier, Almería | 16 janvier, Almería |
|  | 12 janvier, Almería | 12 janvier, Almería |            |           | 16 janvier, Almería | 16 janvier, Almería |
|  | Levante UD          | 3                   |            |           | 16 janvier, Almería | 16 janvier, Almería |
|  | Levante UD          | 3                   |            |           | 16 janvier, Almería | 16 janvier, Almería |
|  | EdF Logroño         | 1                   |            |           | 16 janvier, Almería | 16 janvier, Almería |
|  | EdF Logroño         | 1                   | Levante UD | 0         |                     |                     |
|  | 13 janvier, Almería |                     | Levante UD | 0         |                     |                     |
|  |                     | Atlético de Madrid  | 3          |           |                     |                     |
|  | Atlético de Madrid  | Atlético de Madrid  | 3          | 1 tab (3) |                     |                     |
|  | Atlético de Madrid  |                     |            | 1 tab (3) |                     |                     |
|  | FC Barcelone        | 1 ap (1)            |            |           |                     |                     |
|  | FC Barcelone        | 1 ap (1)            |            |           |                     |                     |

### Demi-finales
| Match 1                       | Levante UD                              | 3 - 1   | EdF Logroño | Stade des Jeux méditerranéens, Almería                   |                                                          |
| 12 janvier 2021 19:00 (UTC+2) | Esther 34e · Navarro 60e · Andonova 73e | (1 - 1) | 28e Jade    | Spectateurs : 0 Arbitrage : Ainara Andrea Acevedo Dudley | Spectateurs : 0 Arbitrage : Ainara Andrea Acevedo Dudley |
| 12 janvier 2021 19:00 (UTC+2) | Rapport                                 |         |             | Spectateurs : 0 Arbitrage : Ainara Andrea Acevedo Dudley | Spectateurs : 0 Arbitrage : Ainara Andrea Acevedo Dudley |

| Match 2                       | Atlético de Madrid                                   | 1 - 1                 | FC Barcelone                             | Stade des Jeux méditerranéens, Almería          |                                                 |
| 13 janvier 2021 19:00 (UTC+2) | van Dongen 67e (pen.)                                | (0 - 0, 1 - 1, 1 - 1) | 90e Putellas                             | Spectateurs : 0 Arbitrage : Olatz Rivera Olmedo | Spectateurs : 0 Arbitrage : Olatz Rivera Olmedo |
| 13 janvier 2021 19:00 (UTC+2) | Rapport                                              |                       |                                          | Spectateurs : 0 Arbitrage : Olatz Rivera Olmedo | Spectateurs : 0 Arbitrage : Olatz Rivera Olmedo |
| 13 janvier 2021 19:00 (UTC+2) | Diallo · Castellanos · Van Dongen · Laurent · Guagni | Tirs au but 3 - 1     | Hermoso · Caldentey · Serrano · Torrejón | Spectateurs : 0 Arbitrage : Olatz Rivera Olmedo | Spectateurs : 0 Arbitrage : Olatz Rivera Olmedo |

### Finale
| Match 3                       | Levante UD | 0 - 3   | Atlético de Madrid               | Stade des Jeux méditerranéens, Almería        |                                               |
| 16 janvier 2021 20:45 (UTC+2) |            | (0 - 3) | 18e Castellanos · 22e 32e Nchout | Spectateurs : 0 Arbitrage : Marta Frías Acedo | Spectateurs : 0 Arbitrage : Marta Frías Acedo |
| 16 janvier 2021 20:45 (UTC+2) | Rapport    |         |                                  | Spectateurs : 0 Arbitrage : Marta Frías Acedo | Spectateurs : 0 Arbitrage : Marta Frías Acedo |

| Levante UD | Atlético de Madrid |

| G             | 13 | Andreea Părăluță |     |
| D             | 4  | María Méndez     |     |
| D             | 5  | Rocío Gálvez     |     |
| D             | 16 | Jucinara         |     |
| M             | 6  | Sandie Toletti   |     |
| M             | 8  | Irene Guerrero   | 63e |
| M             | 12 | Claudia Zornoza  |     |
| M             | 17 | Alharilla        | 88e |
| A             | 18 | Eva Navarro      | 83e |
| A             | 19 | Esther           |     |
| A             | 9  | Nataša Andonova  | 62e |
| Remplaçants : |    |                  |     |
| G             | 1  | María            |     |
| D             | 7  | Lucía            | 88e |
| D             | 20 | Paula Tomás      |     |
| D             | 21 | Aldana Cometti   | 83e |
| M             | 10 | Estefanía Banini | 63e |
| M             | 24 | Silvia Lloris    |     |
| A             | 11 | Alba Redondo     | 62e |
| A             | 29 | Andrea Okene     |     |
| A             | 30 | Fiamma Iannuzzi  |     |
| Entraîneur :  |    |                  |     |
| María Pry     |    |                  |     |

| G                      | 1  | Hedvig Lindahl         |     |     |
| D                      | 5  | Merel van Dongen       |     |     |
| D                      | 4  | Laia Aleixandri        |     |     |
| D                      | 3  | Alia Guagni            |     | 81e |
| D                      | 19 | Aïssatou Tounkara      |     |     |
| M                      | 10 | Amanda Sampedro        |     | 46e |
| M                      | 15 | Silvia Meseguer        |     |     |
| M                      | 20 | Leicy Santos           |     | 57e |
| A                      | 6  | Deyna Castellanos      |     | 68e |
| A                      | 8  | Ludmila                |     |     |
| A                      | 29 | Ajara Nchout           | 69e | 82e |
| Remplaçants :          |    |                        |     |     |
| G                      | 13 | Pauline Peyraud-Magnin |     |     |
| D                      | 2  | Grace Kazadi           |     | 81e |
| D                      | 23 | Alejandra Bernabé      |     |     |
| D                      | 26 | Sonia García           |     |     |
| M                      | 7  | Turid Knaak            |     | 46e |
| M                      | 16 | Rasheedat Ajibade      |     | 82e |
| M                      | 17 | Aminata Diallo         | 59e | 57e |
| A                      | 18 | Toni Duggan            |     | 68e |
| A                      | 21 | Emelyne Laurent        |     |     |
| Entraîneur :           |    |                        |     |     |
| José Luis Sánchez Vera |    |                        |     |     |